# Спірін Руслан Миколайович
Руслан Миколайович Спірін (8 травня 1968) — український дипломат. Надзвичайний і Повноважний Посол України.

## Біографія
Народився 8 травня 1968 року. Закінчив Київський державний лінгвістичний університет (1991), Дипломатичну академію України при Міністерстві закордонних справ України (2003) та Національну академію державного управління при Президентові України (2009). Володіє іспанською, португальською, англійською та російською мовами.
У системі зовнішньополітичного відомства України — з 1996 року.
У Центральному апараті МЗС України працював у наступних структурних підрозділах: Управлінні кадрів та навчальних закладів, Секретаріаті Державного секретаря МЗС (2002); Другому західноєвропейському відділі Департаменту двостороннього співробітництва (2002–2003); Управлінні взаємодії з державними органами та координації зовнішніх зносин (2008–2011); Департаменті з фінансово-адміністративних питань та діловодства (січень — лютий 2012).
Має досвід роботи у закордонних дипломатичних установах України на посадах: другого секретаря Посольства України в Федеративній Республіці Бразилія (1997–2000); керівника відділення Посольства України в Бразилії в м. Ріо-де-Жанейро (2000–2002); першого секретаря Посольства України у Королівстві Іспанія (2003–2004); радника Посольства України в Мексиканських Сполучених Штатах (2004–2006); Тимчасового повіреного у справах України в Мексиканських Сполучених Штатах (2006–2007).
25 січня 2012 року Указом Президента України № 38/2012 призначений Надзвичайним і Повноважним Послом України в Мексиканських Сполучених Штатах.
18 жовтня 2012 року вручив Вірчі грамоти Посла України у Мексиканських Сполучених Штатах Президентові цієї країни Феліпе Кальдерону Інохосі.
З 18 жовтня 2013 року призначений Надзвичайним і Повноважним Послом України в Республіці Коста-Рика за сумісництвом.
З 6 грудня 2013 року призначений Надзвичайним і Повноважним Послом України в Республіці Гватемала за сумісництвом.
З 22 січня 2014 року призначений Надзвичайним і Повноважним Послом України в Республіці Панама за сумісництвом.
З 29 жовтня 2014 року — Надзвичайний і Повноважний Посол України в Белізі за сумісництвом.
12 серпня 2020 року звільнений із займаної посади Посла України.

## Дипломатичний ранг
- Надзвичайний і Повноважний посланник другого класу.[7]